# Franklin (Missouri)
Franklin – miasto w Stanach Zjednoczonych, w stanie Missouri, w hrabstwie Howard. Według danych z 2000 roku miasto miało 112 mieszkańców.

## Klimat
Miasto leży w strefie klimatu subtropikalnego, umiarkowanego, łagodnego bez pory suchej i z gorącym latem, należącego według klasyfikacji Köppena do strefy Cfa. Średnia temperatura roczna wynosi 12,6 °C, a opady 990,6 mm. Średnia temperatura najcieplejszego miesiąca - lipca wynosi 25,5 °C, natomiast najzimniejszego stycznia -2,2 °C. Najniższa zanotowana temperatura wyniosła -31,1 °C, a najwyższa 42,8 °C. Miesiącem o najwyższych opadach jest maj o średnich opadach wynoszących 121,9 mm, natomiast najniższe opady są w styczniu i wynoszą średnio 40,6 mm.